# Cerkev Marijinega vnebovzetja, Moskva
Cerkev Marijinega vnebovzetja (rusko: Успенский Собор, ali Uspenski sobor) je ruska pravoslavna Cerkev, posvečena Marijinemu vnebovzetju. Stoji na severni strani Stolničnega trga Moskovskega kremlja v Rusiji, kjer jo ozka uličica ločuje od Patriarhovi prostori in cerkve Dvanajstih apostolov. Ločena na jugozahodu z ozkim prehodom, je Fasetna palača. Cerkev velja za matično cerkev Moskovske Rusije. V sedanji obliki jo je med letoma 1475–79, po naročilu moskovskega velikega kneza Ivana III., zgradil italijanski arhitekt Aristotel Fioravanti. Od leta 1547 do 1896 so bila v njej kronanja ruskega monarha. Poleg tega je grobišče večine moskovskih metropolitov in patriarhov Ruske pravoslavne cerkve, služi pa tudi kot del moskovskih kremeljskih muzejev.

## Zgodovina

### Zgodnja zgodovina
Arheološke raziskave leta 1968 so pokazale, da je bilo mesto sedanje cerkve srednjeveško grobišče, kar podpira hipotezo, da je na tem mestu v 12. stoletju obstajala lesena cerkev. To je nadomestila kamnita konstrukcija, zgrajena okoli leta 1326, ki je omenjena v zgodovinskih zapisih.
V 14. stoletju je metropolit Peter prepričal Ivana I. (Ivan Kalita), da mora zgraditi cerkev posvečeno Blaženi devici Mariji v Moskvi, kot je cerkev Marijinega vnebovzetja v glavnem mestu Vladimir, Rusija. Gradnja cerkve se je začela 4. avgusta 1326, dokončana in posvečena je bila 4. avgusta 1327. Takrat je Moskva postala glavno mesto Vladimiro-Suzdalske kneževine.
Do konca 15. stoletja je stara cerkev razpadla in leta 1472 sta moskovska arhitekta Krivcov in Miškin začela gradnjo nove. Dve leti pozneje, maja 1474, se je stavba bližala koncu, ko se je porušila zaradi potresa.

### Današnja zgradba
Po katastrofi je Ivan III. nato povabil Aristotela Fioravantija, slavnega arhitekta in inženirja iz Bologne v Italiji, da pride v Moskvo in mu zaupal nalogo, da cerkev oblikuje iz nič v tradiciji ruske arhitekture. Cerkev Marijinega vnebovzetja je bila spet vzeta za model stavbe in tako je Fioravanti odpotoval v Vladimir, da bi preučil ruske metode gradnje. Oblikoval je lahkotno in prostorno mojstrovino, ki je združila duh renesanse z ruskimi tradicijami. Temelj nove cerkve je bil postavljen leta 1475, leta 1479 pa jo je posvetil metropolit Gerontij. Notranjost je bila poslikana s freskami in okrašena s številnimi ikonami, vključno z Vladimirsko Marijo in Blačernitisko Marijo.
Zasnova nove cerkve s petimi kupolami (simbolika Jezusa Kristusa in štirih evangelistov) se je izkazala za izjemno priljubljeno in je bila vzeta kot predloga za številne druge cerkve po Rusiji.
Leta 1547 je bilo v tej cerkvi kronanje prvega ruskega carja Ivana Groznega . Od leta 1721 je bila prizorišče kronanj ruskih cesarjev. V tej cerkvi je potekala tudi obredna namestitev metropolitov in patriarhov ruske pravoslavne cerkve, tukaj so tudi njihove grobnice.
Cerkev je v svoji zgodovini doživela številne nesreče, vključno s požari v 1518, 1547, 1682 in 1737  in ropanjem pod vojskami Poljsko-Litovske zveze v obdobju Težav 1612. Med francosko okupacijo Rusije je bila oropana in uporabljen kot hlev za konje.
Temeljito je bila obnovljena v letih 1894-1895 in v letih 1910-1918. 21. novembra 1917 je bila v stolnici umestitev Tihona (Belavina), moskovskega metropolita, kot prvega patriarha obnovljenega moskovskega patriarhata. Vendar je po ruski revoluciji leta 1917 nova boljševiška vlada zaprla vse cerkve v Moskovskem kremlju in cerkev preuredila v muzej. Po posebnem dovoljenju Vladimirja Lenina je bila zadnja Paša (Velika noč) leta 1918. Zadnji trenutek tega obreda je bil predmet nedokončane slike Pavla Korina z naslovom Zbogom Rus. Večina cerkvenih zakladov je bila prenesena v Kremeljsko orožarno ali pa prodana v tujino.
Stavbo so popravili v letih 1949/50, 1960 in 1978.
Leta 1990 je bila cerkev Marijinega vnebovzetja vrnjena cerkvi za občasne verske službe, tik pred razpadom Sovjetske zveze. Leta 1991 je bila obnovljena za Rusko pravoslavno Cerkev.

## Arhitektura
Cerkev je velika stavba s šestimi slopi s petimi apsidami in petimi kupolami. Narejena je bila po zgledu na Vladimirsko cerkev, saj je uporabljen apnenec za zidove na visokem apnenčastem podstavku in je bila postavljena kot triladijska cerkev z obokano kupolo nad križiščem. Zgrajena je iz dobro rezanih blokov belega kamna. Vendar Fioravanti ni uporabljal konzolnih obokov, kot je to običajno v ruski arhitekturi, temveč je uvedel banjaste oboke in prečne loke. Za zgornji del stavbe je uporabil posebej izdelane opeke, večje od običajne ruske velikosti, ki so zmanjšale težo in omogočale bolj vitke nosilce lokov. Tako je najbolj vzhodni par stebrov pred apsido tipično ruski pri uporabi masivnih pravokotnih odprtih slopov, preostali štirje pa so enostavnejši korintski stebri. Tanka oblika teh stebrov pomembno prispeva k lahkemu, prostornemu učinku notranjosti.
V notranjosti cerkvene dekoracije prevladuje freska. Ogromen ikonostas izhaja iz leta 1547, vendar sta dva najvišja nivoja poznejša dodatka iz let 1626 in 1653/1654 pod patriarhom Nikonom. Poleg liturgične funkcije je ikonostas služil tudi kot nekakšna trofejna stena, saj bi ruski carji dodali najpomembnejše ikone iz mest, ki so jih osvojili. Ena najstarejših, ikona z doprsnim kipom svetega Jurija, izvira iz 12. stoletja, v Moskvo pa jo je leta 1561 prenesel car Ivan IV. Grozni ob osvojitvi mesta Veliki Novgorod.
Ena najpomembnejših ikon ruske pravoslavne cerkve, Vladimirska mati Božja, ki je bila v cerkvi v letih 1395-1919, je zdaj v Tretjakovski galeriji.
V bližini južnega vhoda v cerkev je Monomahov prestol Ivana IV. (1551).

## Umetnost
Trg pred cerkvijo je scena za znameniti prizor kronanja v Mussorgskega operi Boris Godunov.
- Carska procesijska vrata
- Severni portal
- Del ikonostasa in Sveta vrata.
- Relikviarij Filipa II., moskovskega metropolita.
- Notranjost ladje.
- Ivan Mihajlovič Snegirev: cerkev Marijinega vnebovzetja, Moskva (1856)